# Marinarozelotes jaxartensis
Marinarozelotes jaxartensis es una especie de araña araneomorfa del género Marinarozelotes, familia Gnaphosidae. Fue descrita científicamente por Kroneberg en 1875.
Se distribuye desde África del Norte hasta el Cáucaso, Rusia (Europa) a Asia Central e Irán. Introducido en Hawái, EE. UU., México, Sudáfrica, India, China y Japón. El cuerpo del macho mide aproximadamente 3,2-5 milímetros de longitud y el de la 5,2-7,5 hembra milímetros.